# Caspar Vopelius
Caspar Vopelius (Medebach, 1511 – Keulen, 1561, ook bekend als Vopel, Vopell, Vöpell, Vopelleus, eventueel met de toevoeging Meydebachius "van Medebach") was een Duits astronoom, instrumentmaker, globemaker en cartograaf.

## Biografie
Tijdens zijn schooltijd in Medebach studeerde Vopelius wiskunde en in 1526 begon hij zijn studie aan de Universiteit van Keulen. In 1527 behaalde hij de graad van baccalaureus en in 1529 het licentiaat en magister artium. Daarna volgde hij de Zwitserse muziektheoreticus, dichter en humanist Henricus Glareanus op als leraar aan het Gymnasium Montanum. Zijn positie aan het gymnasium stelde Vopelius in staat om het burgerschap van de vrije rijksstad Keulen te verwerven en te trouwen met Enge von Aich, de dochter van de bekende drukker Arnt von Aich.

## Werken

### Globes
In 1532 maakt hij zijn eerste, handbeschreven en -beschilderde, hemelglobe en in 1536 volgde een tweede, ditmaal een bedrukte. Deze twee globes zijn heden in het bezit van het Keulse stadsmuseum. In 1541 bouwde hij zijn eerste armillarium, in 1542 zijn eerste aardglobe en in 1545 een astrolabium.

### Kaarten
Vanaf 1545 begon Vopelius met het het zelf maken van kaarten. Dat jaar maakte hij een wereldkaart. In 1555 verscheen zijn kaart van Europa en een kaart van de loop van de Rijn , die hij opdroeg aan de Keulse stadsraad, die hem als dank een bedrag van respectievelijk 10 en 8 Reichsthaler schonk. De Rijnkaart werd gekopieerd door onder andere Theodoor de Bry en Frans Hogenberg. In 1558 verscheen een nieuwe Rijnkaart, die Vopelius aan de Keulse keurvorst opdroeg.

### Afbeeldingen

Kopie uit 1558 van de wereldkaart uit 1545.
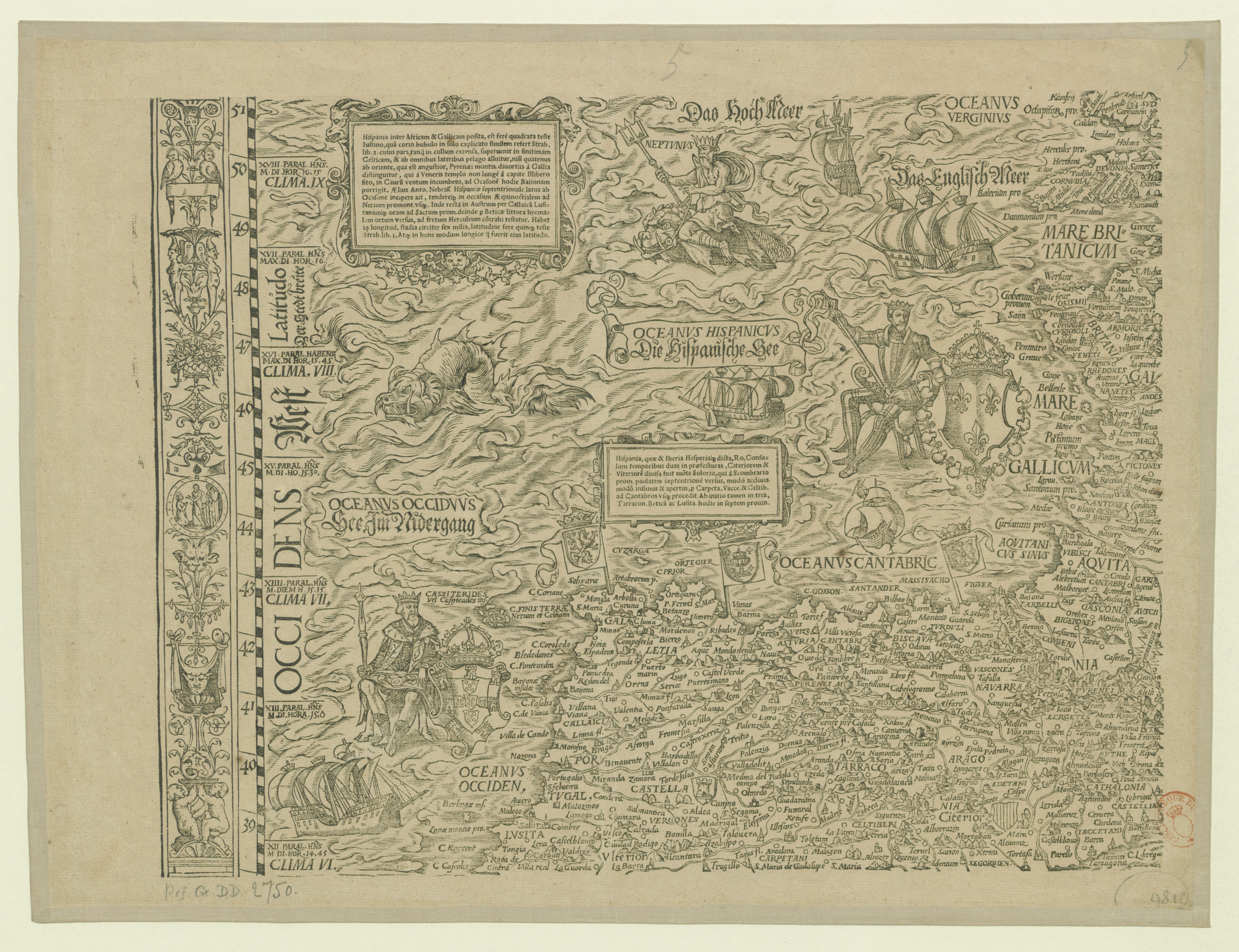
Kopie uit 1566 van een deel van de Europakaart.
Kopie van de Rijnkaart.